# 黑斑新鼬鳚
黑斑新鼬鳚（学名：Neobythites nigromaculatus）为蛇鳚科新鼬鳚属的鱼类，俗名黑斑鼬鲫、黑斑新鼬鱼。分布于日本南部土佐湾、印度尼西亚、孟加拉湾及东非桑给巴尔等亦产以及台湾西南到海南岛东侧深海区等，属于西北太平洋到印度洋等处的底层海鱼。该物种的模式产地在Mimase、Kochi。